# Kuota

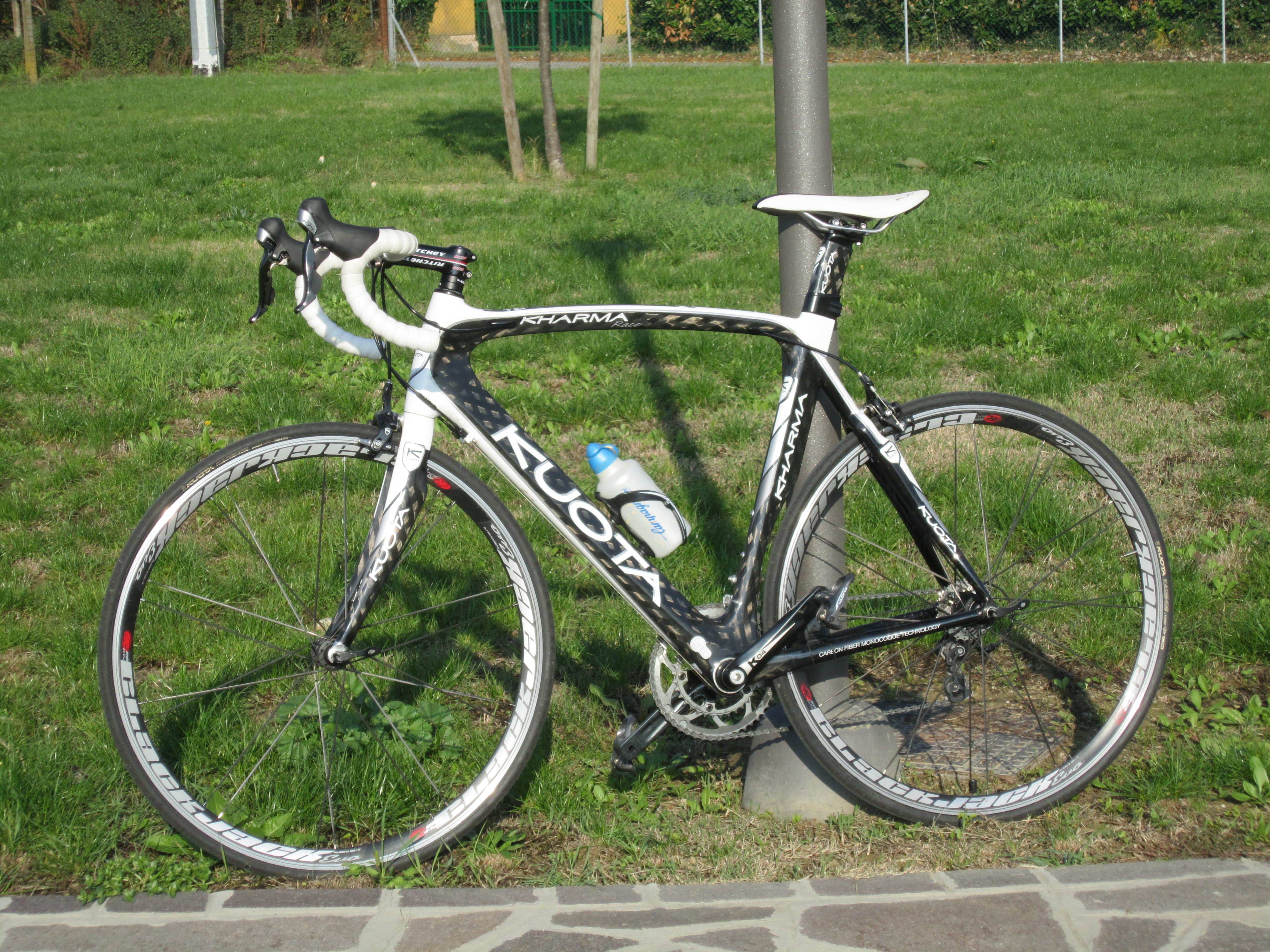
Kuota Kharma

La Kuota è un'azienda italiana produttrice di bici da corsa fondata nel 2001.

## Storia
Il marchio Kuota produce di biciclette da corsa, triathlon, ciclocross e mountain bike.